# Les Chroniques de Shannara
Les Chroniques de Shannara (The Shannara Chronicles) est une série télévisée américaine en vingt épisodes de 43 minutes développée par Alfred Gough et Miles Millar, d'après la série littéraire Shannara de l'écrivain Terry Brooks et plus particulièrement du roman Les Pierres elfiques de Shannara. Elle a été diffusée entre le 5 janvier 2016 et le 22 novembre 2017 sur MTV pour la première saison puis sur Spike pour la deuxième saison.
Au Canada, elle est diffusée en simultané sur MTV Canada pour la première saison et sur Space pour la deuxième saison.
En France, en Belgique et en Suisse, la série est diffusée depuis le 12 janvier 2016 sur Syfy France, et elle est rediffusée en clair sur France 4 depuis le 20 mai 2016, et au Québec à partir du 7 janvier 2017 sur Vrak.

## Synopsis
En 4150, dans un futur post-apocalyptique, Amberle, princesse des elfes, participe à une course et devient l’une des sept Élus qui devront prendre soin de l’Ellcrys, l’Arbre Protecteur renfermant à l’intérieur de ses feuilles des démons. Elle s’enfuit après avoir eu de terribles visions en touchant l’arbre. Wil, un demi-elfe, décide de quitter sa maison après la mort de sa mère, celle-ci lui ayant confié trois pierres magiques. Il rencontre en chemin Eretria, une vagabonde guerrière-voleuse qui use de ses charmes sur lui. Wil fait ensuite la rencontre d’Allanon, dernier des druides, et apprend être le descendant des Shannara, lignée célèbre dans les Quatre Terres. Allanon lui explique également que l’Ellcrys risque de mourir, ce qui libérerait les démons qu’il emprisonne. Amberle, Wil et Eretria devront unir leurs forces pour faire renaître l’Arbre Protecteur et empêcher la fin du monde.

## Distribution
Sauf indication contraire, les informations mentionnées dans cette section peuvent être confirmées par la base de données cinématographiques IMDb,  présente dans la section « Liens externes ».
Acteurs principaux
- Austin Butler (VF : Rémi Caillebot) : Wil Ohmsford
- Ivana Baquero (VF : Karine Foviau) : Eretria
- Manu Bennett (VF : Gilles Morvan) : Allanon
- Aaron Jakubenko (VF : Benjamin Gasquet) : Ander Elessedil
- Marcus Vanco (VF : Juan Llorca) : Bandon
- Poppy Drayton (VF : Zina Khakhoulia) : Amberle Elessedil (saison 1, récurrente saison 2)
- Malese Jow (VF : Adeline Chetail) : Mareth (saison 2)
- Vanessa Morgan (VF : Marie Giraudon) : Lyria (saison 2)
- Gentry White (VF : Jean-Baptiste Anoumon) : Garet Jax (saison 2)

Acteurs récurrents
- Mark Mitchinson (en) (VF : Pascal Casanova) : Flick Ohmsford
- Emelia Burns (VF : Olivia Luccioni) : Diana Tilton (saison 1)
- Jared Turner (en) : Slanter (saison 1)
  - Glen Levy : Slanter (saison 2)
- Daniel MacPherson (en) (VF : Alexandre Gillet) : Arion Elessedil (saison 1)
- Jed Brophy (VF : Guillaume Bourbourlon) : Dagda Mor (saison 1)
- James Remar (VF : Patrice Baudrier) : Cephelo (saison 1)
- John Rhys-Davies (VF : Vincent Grass) : Eventine Elessedil (saison 1)
- Graham Vincent : Grandal
- Caroline Chikezie (VF : Pamela Ravassard) : Tamlin (saison 2)
- Andrew Grainger (VF : Paul Borne) : Cogline (saison 2)
- Erroll Shand (VF : Fabien Jacquelin) : Valcaa (saison 2)
- Ben Fransham : le spectre rouge
- Joshua Randall : Nok
- Mattias Inwood : Lorin

Version française
- Société de doublage : Mediadub International[8]
- Direction artistique : Franck Louis[9]
- Adaptation des dialogues : Mirentxu Pascal D'Audaux, Matthias Delobel et Abel-Antoine Vial[9]

 Source et légende : version française (VF) sur RS Doublage et Doublage Série Database

## Production
Le projet a débuté en décembre 2013, puis en juillet 2014, la série de dix épisodes est commandée, sans passer par le pilote. L'attribution des rôles principaux s'est déroulé entre novembre 2014 et mars 2015, dans cet ordre : Poppy Drayton, Aaron Jakubenko, Austin Butler, Manu Bennett, Ivana Baquero, John Rhys-Davies, Brooke Williams, Daniel MacPherson (en) et Marcus Vanco et James Remar. Le 10 octobre 2015, lors du Comic Con de New-York MTV annonce que la diffusion de la première saison débutera le mardi 5 janvier 2016, juste derrière la série phare Teen Wolf.
Le 20 avril 2016, la série est renouvelée pour une deuxième saison de dix épisodes. Le 1er février 2017, Malese Jow, Vanessa Morgan, Gentry White, Caroline Chikezie et Desmond Chiam intègrent la distribution principale lors de la deuxième saison. Le 11 mai 2017, il est annoncé que la chaine Spike récupère la diffusion de la série à partir de la deuxième saison à la suite de la décision de MTV de réduire le nombre de fiction sur son antenne. Cette saison de dix épisodes est diffusée du 11 octobre, au 22 novembre 2017 sur Spike. Elle est également diffusée chaque mardi soir sur SYFY France depuis le 23 janvier 2018. Le 16 janvier 2018, la série est annulée.

## Épisodes

### Première saison (2016)
1. L'Élue 1re partie (Chosen I)
2. L'Élue 2e partie (Chosen II)
3. La Furie (Fury)
4. Le Métamorphe (Changeling)
5. La Faucheuse (Reaper)
6. Pykon (Pykon)
7. Course poursuite (Breakline)
8. Utopia (Utopia)
9. Garde-Sûre (Safehold)
10. Ellcrys (Ellcrys)

### Deuxième saison (2017)
1. Le Druide (Druid)
2. Spectre (Wraith)
3. Graymark (Graymark)
4. L'Épée de Shannara (Dweller)
5. Retour aux sources (Paranor)
6. Le Crâne du Roi sorcier (Crimson)
7. Un nouveau druide (Warlock)
8. Amberle (Amberle)
9. Le Pays sauvage (Wilderun)
10. Sang pour sang (Blood)

## Accueil
Le pilote de 90 minutes, diffusé après Teen Wolf, n'a attiré que 1,031 million de téléspectateurs sur MTV aux États-Unis. Au Canada, il a été rediffusé sur CTV après sa diffusion sur MTV Canada.
Les trois premiers épisodes diffusés en clair en France, en mai 2016, suscitèrent 1,9 % de la part du marché avec 446 000 spectateurs, classant France 4 à la cinquième place du nombre d'audiences, ex æquo avec Le Grand Match sur D8, pour une soirée avec peu de spectateurs[réf. nécessaire].